# پائولینا گارسیا
پائولینا گارسیا (اسپانیایی: Paulina García‎؛ زادهٔ ۲۷ نوامبر ۱۹۶۰) یک هنرپیشه اهل شیلی است که به خاطر بازی در فیلم گلوریا، خرس نقره‌ای بهترین بازیگر زن سال ۲۰۱۳ را دریافت کرد.

## بخشی از فیلمشناسی
- گلوریا (۲۰۱۳)
- ۳۳ (فیلم) (۲۰۱۵)
- مردان کوچک (۲۰۱۶)
- عروس بیابان (۲۰۱۷)
- اجلاس سران (۲۰۱۷)
- نارکس (۲۰۱۵)